# Vought XF8U-3 Crusader III
Vought XF8U-3 Crusader III byl stíhací letoun vyvinutý společností Chance Vought jako následovník úspěšného letounu Vought F-8 Crusader a jako konkurent letounu McDonnell Douglas F-4 Phantom II. Ačkoliv byl založen na verzích letounu Crusader F8U-1 a F8U-2, a proto obdržel i „námořní“ označení F8U-3, ve skutečnosti s těmito letouny sdílel jen několik málo částí.

## Vývoj a popis
Souběžně s letouny F8U-1 a F8U-2 vývojový tým letounů Crusader také pracoval na ještě větším letounu, který měl mít ještě lepší výkony. Tento projekt dostal interní označení V - 401. Ačkoliv se z vnějšku podobal letounu Crusader a používal i některé stejné prvky, jako například křídlo s měnitelným sklonem, byl nový letoun větší a byl poháněn motorem Pratt & Whitney J75-P-5A s tahem 131 kN při přídavném spalování. Aby se konstruktéři vypořádali s podmínkami při rychlostech překračujících dvojnásobek rychlosti zvuku, byl letoun vybaven velkými svislými plochami pod ocasem letounu, které se při přistání sklápěly do vodorovné polohy. K zajištění dostatečného výkonu Vought plánoval vybavit letoun přídavným raketovým motorem na kapalné palivo Rocketdyne XLF-40 s tahem 35,6 kN. Avionika zahrnovala počítač pro řízení palby AN/AWG-7, radar AN/APG-74 a datové spojení AN/ASQ-19. Systém umožňoval současně sledovat až šest cílů a provádět palbu na dva cíle současně.
Vzhledem k velkým odlišnostem oproti letounu F8U-1 a vzhledem ke skutečnosti, že letoun F8U-2 byl někdy označován jako „Crusader II“, dostal letoun XF8U-3 oficiální označení „Crusader III“.

## Operační historie

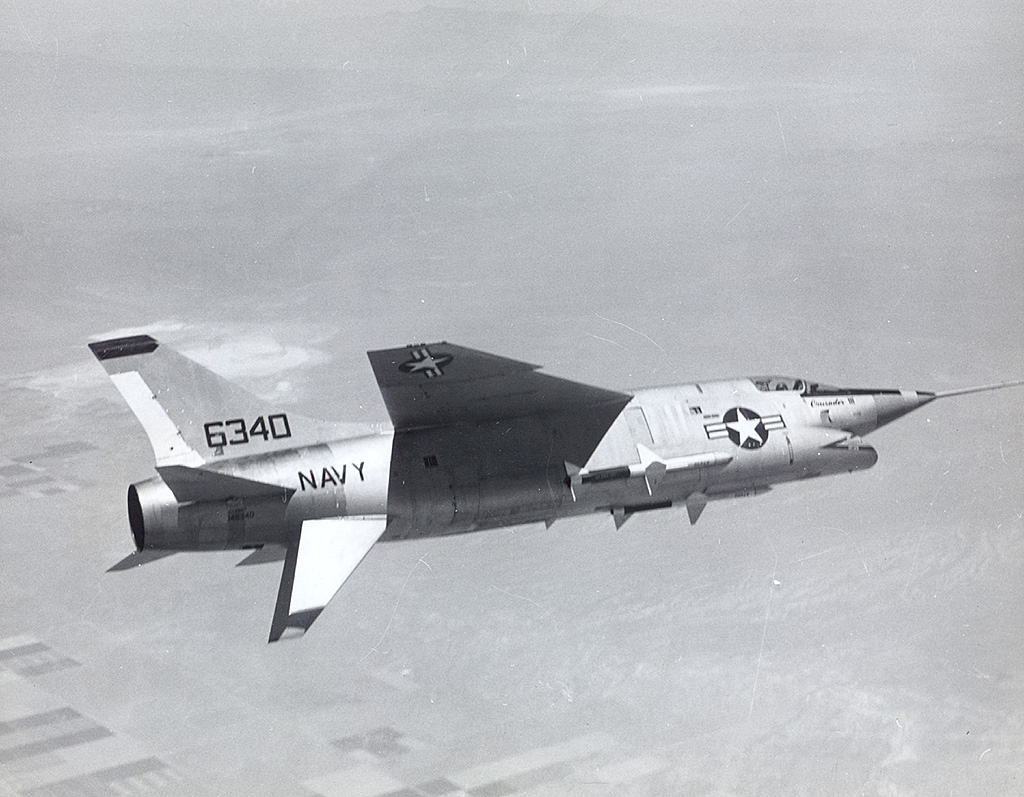
XF8U-3 Crusader III

V prosinci 1955 vyhlásilo námořnictvo Spojených států (US Navy) soutěž na dodání přepadového stíhače na obranu flotily létajícího rychlostí vyšší než dvojnásobek rychlosti zvuku. Letoun XF8U-3 poprvé vzlétnul 2. června 1958. Navzdory tvrzení mnoha článků a knih, že letoun během testování překročil rychlost Mach 2,6 ve výšce 35 000 stop (10 670 m), letoun ve skutečnosti jen jednou dosáhl rychlosti Mach 2,39 a běžně nepřekračoval rychlost Mach 2,32. Tytéž zdroje uvádějí, že Vought plánoval dosažení rychlosti Mach 2,9 s použitím přídavného raketového motoru (viz výše).
Srovnávací zkoušky s jeho hlavním konkurentem, kterým byl letoun McDonnell Douglas F-4 Phantom II, ukázaly, že návrh společnosti Vought má jednoznačnou převahu v ovladatelnosti. John Konrad, zkušební pilot společnosti Vought, později prohlásil, že Crusader III mohl létat v kruzích kolem letounu Phantom II. Nicméně, XF8U-3 byl jednomístný stroj a mělo se za to, že jeden pilot může být snadno přetížen pilotáží a současným ovládáním radaru. Naproti tomu Phantom II byl dvojmístný stroj s místem pro operátora zbraňových systémů.
Kromě toho, tehdy se uvažovalo, že věk leteckých kanónů skončil, a navíc letouny Phantom II mohly nést podstatně větší užitečné zatížení včetně zbraní vzduch-země i raket vzduch-vzduch. Crusader III byl navržen jako sice rychlá, ale jednoúčelová stíhačka. Z těchto důvodů byl nakonec vybrán Phantom II, aby nahradil letouny F-8 Crusader u US Navy, ačkoliv měl původně letouny Crusader jen doplňovat.
Program F8U-3 byl zrušen poté, co bylo postaveno 5 letounů. Tři z nich létaly během testovacího programu a poté byly spolu se dvěma dalšími trupy předány k NASA pro atmosférické zkoušky. Crusader III byl schopen létat v 95 % zemské atmosféry. Piloti NASA s nimi létali z námořní letecké základny Patuxent River.
Všechny letouny Crusader III byly později sešrotovány.

## Specifikace
Technické údaje pocházejí z publikací „The Great Book of Fighters“, „American Fighter Aircraft“ a „MiG Master“ .

### Technické údaje
- Posádka: 1 pilot
- Rozpětí: 12,16 m
- Délka: 17,88 m
- Výška: 4,98 m
- Nosná plocha: 41,8 m²
- Plošné zatížení: 350 kg/m²
- Prázdná hmotnost: 9 915 kg
- Max. vzletová hmotnost: 17 590 kg
- Pohonná jednotka: 1× proudový motor Pratt & Whitney J75-P-5A
- Tah pohonné jednotky: 73,4 kN
- Tah pohonné jednotky s přídavným spalováním: 131,2 kN

### Výkony
- Cestovní rychlost: 925 km/h (575 mph, 500 uzlů) ve výšce ? m
- Maximální rychlost: Mach 2,39 (vyzkoušená) ve výšce 15 000 m (50 000 stop)
- Dolet: 1 040 km (560 námořních mil)
- Maximální přelet: 3 290 km (1 777 námořních mil) s přídavnými nádržemi
- Dostup: 18 300 m (60 000 stop)
- Stoupavost: 165 m/s (32 500 stop/min)

### Výzbroj
- 4× letecký kanón Colt Mk 12 ráže 20 mm (plánováno)[8]
- 3× střela vzduch-vzduch AIM-7 Sparrow
- 4× střela vzduch-vzduch AIM-9 Sidewinder

## Odkazy

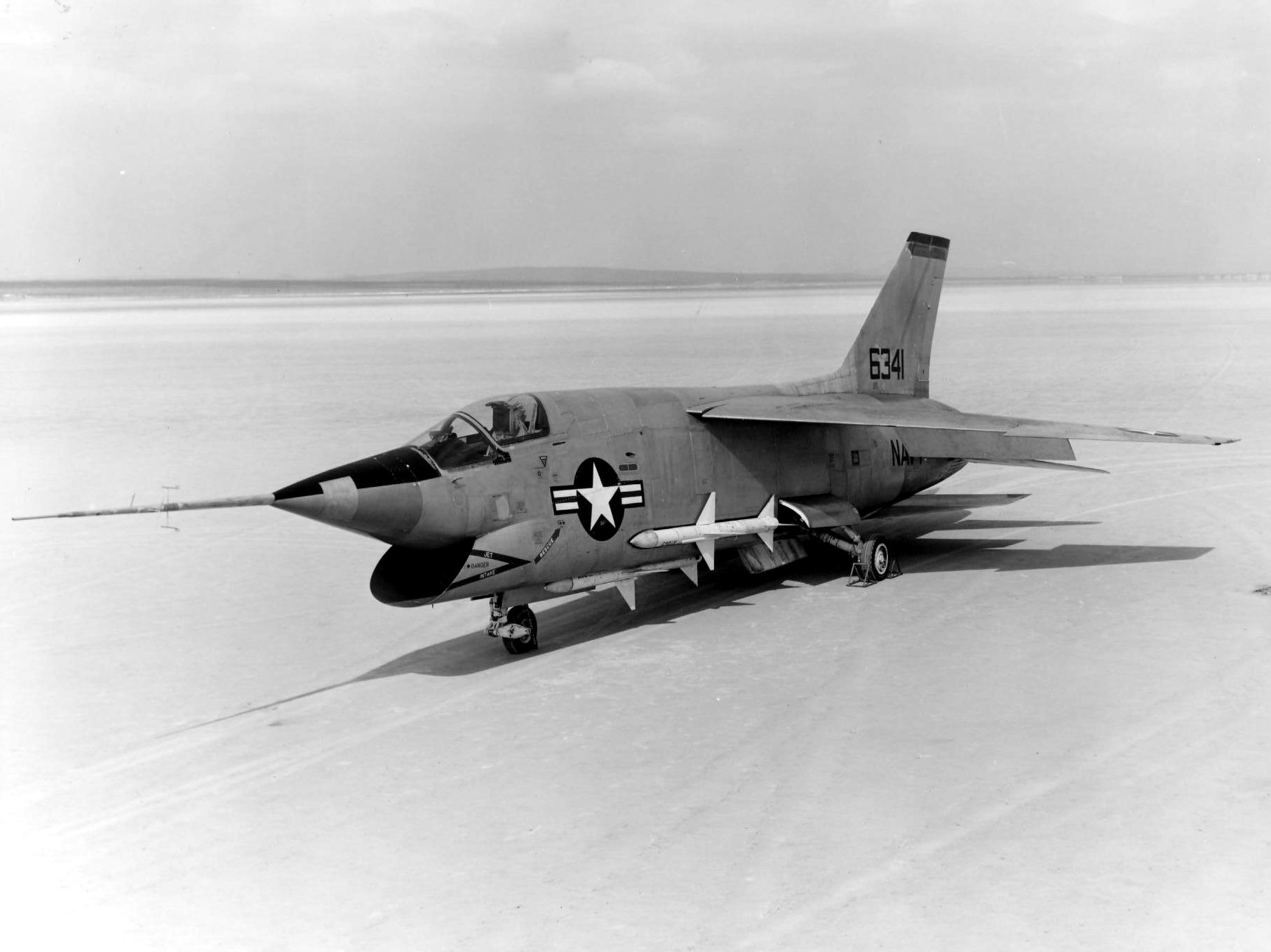
XF8U-3 Crusader na Edwards AFB, 1958

## Uživatelé
Spojené státy americké
- United States Navy
- NASA

#### Související vývoj
- Vought F-8 Crusader
- LTV A-7 Corsair II

#### Podobná letadla
- Grumman G-118
- McDonnell Douglas F-4 Phantom II